# 巴拉奧爾特

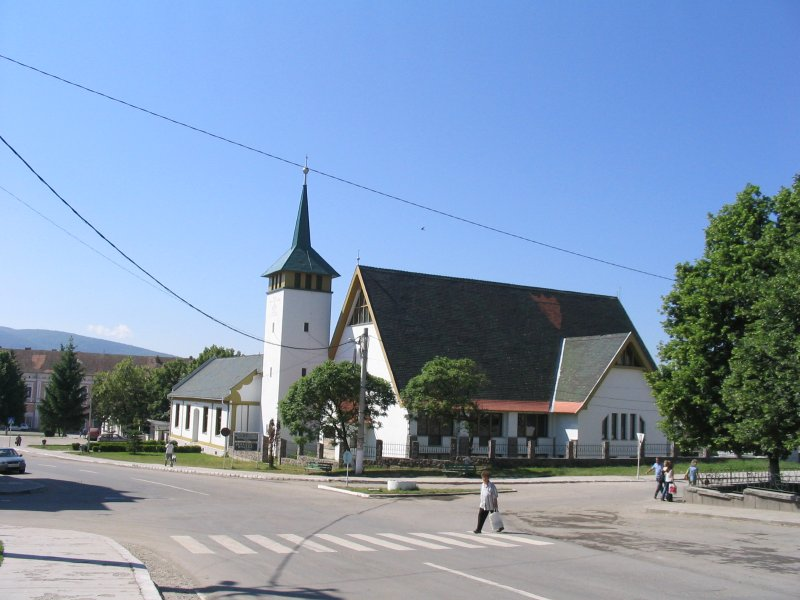

巴拉奧爾特是羅馬尼亞的城鎮，位於該國中部，距離首府聖格奧爾基27公里，由科瓦斯納縣負責管轄，面積128.48平方公里，海拔高度479米，2007年人口9,606，大多數居民是匈牙利人。

## 外部連結
- （罗马尼亚文） About the town on Covasna County's Prefecture's Site （页面存档备份，存于）
- （匈牙利文） About the town on Covasna County's Concil's site